# 川中島

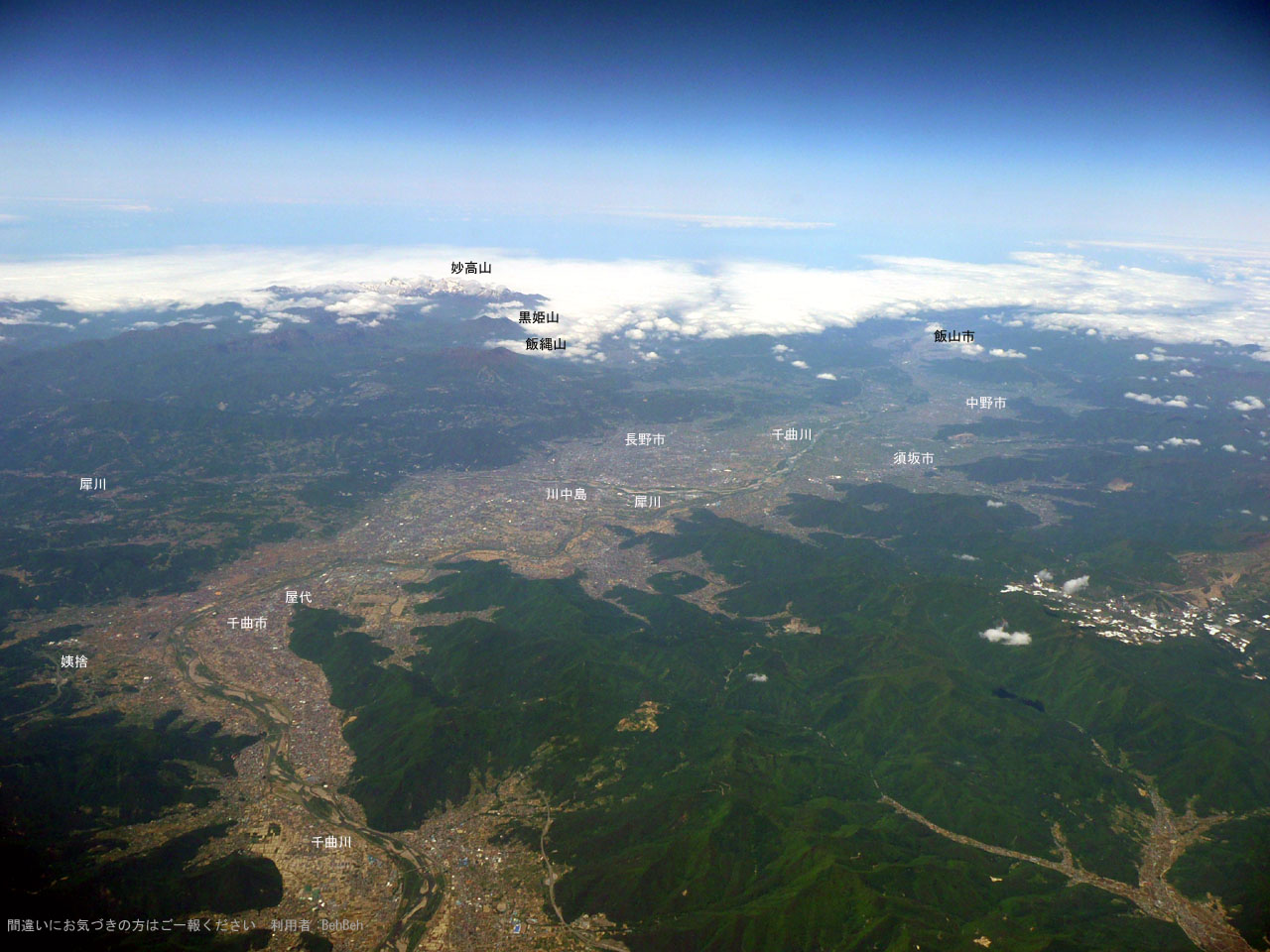
長野盆地。写真中央付近が川中島。千曲川に犀川が合流する

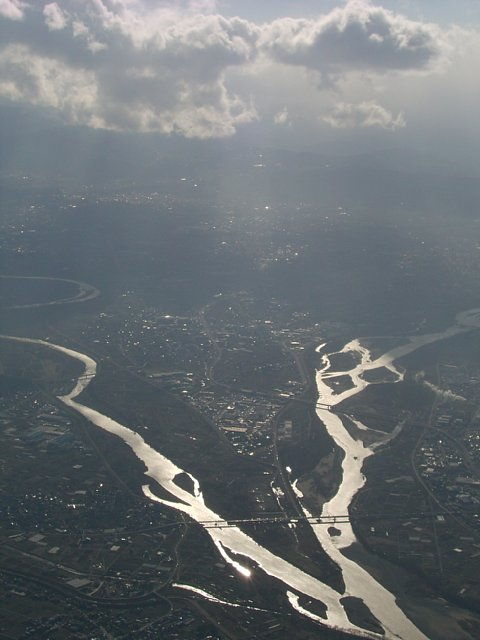
千曲川（左）に合流する犀川（右）

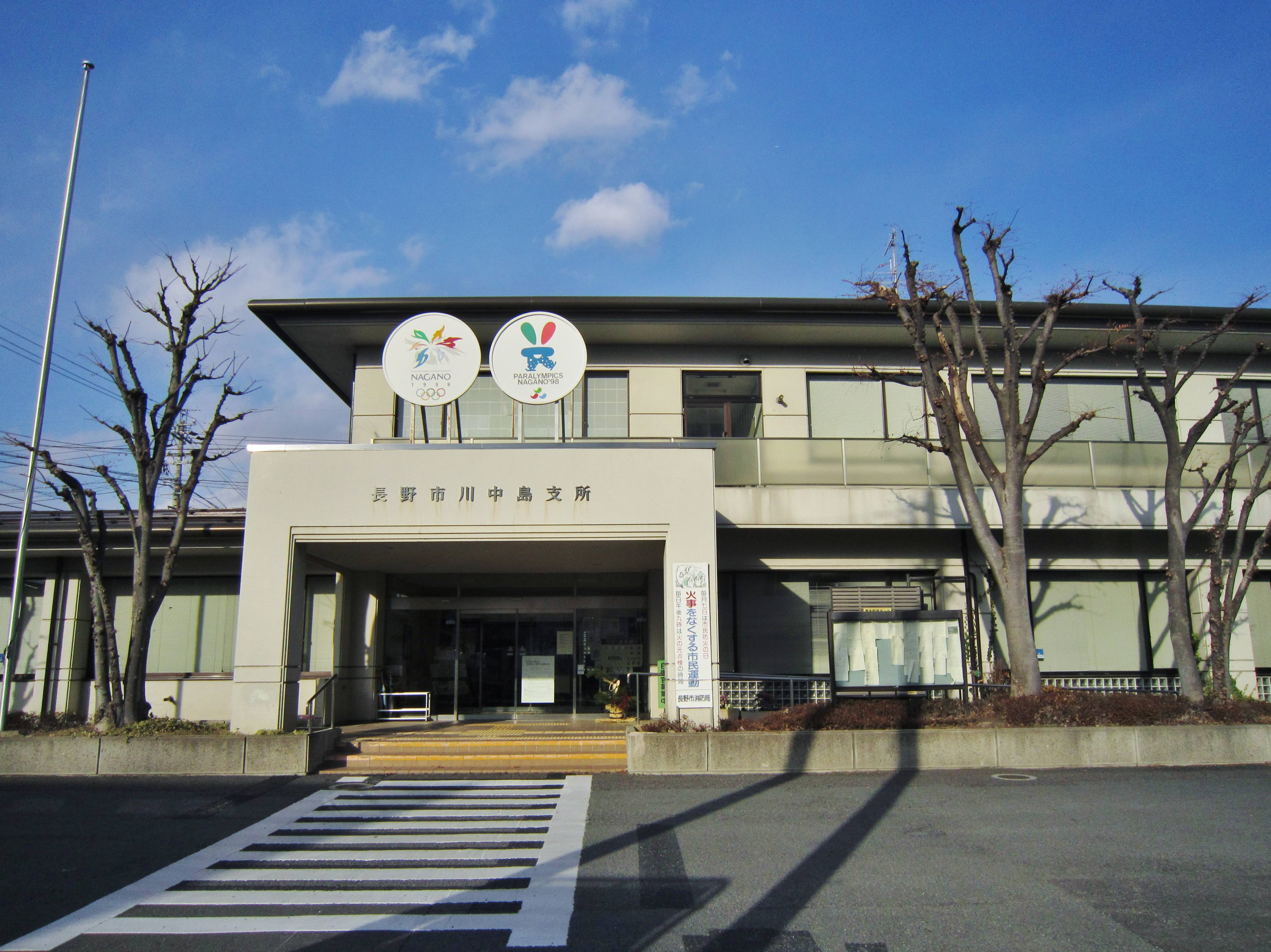
長野市役所川中島支所

川中島（かわなかじま）は、長野県長野市の犀川と千曲川に囲まれた三角地帯の地名。

## 概要
地形的には、長野盆地へ流れ出した犀川が盆地への出口を扇頂として形成した扇状地の扇端から千曲川との合流点にかけての区域に当たる。扇頂部と扇端部との標高差は南に約12m、東には約24mある。扇状地上はこの扇頂付近を水源とするかつては何本もに分かたれた枝川からは昭和初期まで鮭や鱒などの漁獲量が豊かだった。またそれら枝川だった用水網によって灌漑され、肥沃な耕地が開かれてきた。千曲川はこの犀川による扇状地によって東側の山際へ押し付けられ、避けるように南東の松代方面へ大きく曲流する。
長野冬季五輪の開閉会式場となった南長野運動公園建設に際しては、しばしばの大洪水に流されたり埋められたりしたと見られる室町時代から弥生時代にまで遡る大集落跡が確認されるなど古来から人々が暮す豊かな地であることを示している。現在では白桃の発祥の地としても知られている。川中島へは両河川を渡るいくつもの橋がある。

## 歴史
1924年（大正13年）7月1日、更級郡今里村と同郡笹井村が合併して川中島村が発足した。同村は1956年（昭和31年）9月30日に同郡昭和村（1955年（昭和30年）4月1日に同郡中津村と御厨村が合併して発足）と合体し、川中島町となった。1966年（昭和41年）10月16日に長野市・篠ノ井市などと合併して長野市の一部となる。以上の経緯から、合併以前の旧川中島町の区域を「川中島地区」などと呼ぶことがあるが、これは本来の「川中島」の一部またはその西隣に過ぎない。「川中島古戦場」として観光地となっている八幡原史跡公園（長野市小島田町）は1966年（昭和41年）の合併以前は更級郡更北村（1954年（昭和29年）末までは小島田村）に属していた。ただし数次にわたる合戦の戦場となったのは八幡原だけでなく、犀川と千曲川の流域一帯である。このため近世においては北信地方全体を「川中島四郡」と称し、江戸時代には福島正則終焉の高山村付近や岩城氏支藩の木島平村付近も川中島藩と言われていた。
現在の川中島駅周辺の小字は中島である。ここから犀川沿いの地名が東へ丹波島、青木島、綱島、真島と連なる。それらの南にも北島、小島などの島地名が続く。更には千曲川との現在の合流点から下流にも西側にかつては犀川が北を流れ更級郡に属していた大豆島、かつては千曲川が西を流れて高井郡に属していた屋島がある。東岸にも牧島、牛島、万年島、福島、相の島、山王島などの地名が並ぶ。
なお、東日本旅客鉄道（JR東日本）信越本線の川中島駅の開業は1917年（大正6年）であり、川中島村の発足（1924年（大正13年））に先立つ。川中島駅の上り（篠ノ井）方面ひとつ隣の今井駅には、1998年（平成13年）の長野オリンピックに使用された選手村が駅を出てすぐ広がる。また今井駅自体もオリンピックを前に1997年に新設された駅である。

## 合戦場として
「川中島」の呼称は武田信玄によるとされている。室町・戦国時代、この地域は「奥四郡」と言われていた。当時の信濃の行政的中心地（府中）は筑摩郡（信府とも）とされ、都を背に府中から更に奥の更級郡、埴科郡、高井郡、水内郡を総称してのことだった。千曲川、犀川はこれら四郡の境界をなしていたが乱流していた。所によっては網状に流れが12にも分流するなど多くの島や中州、池沼が洪水の度に河川敷の地形を変容させ、そのため四郡の境界も流動的だった。武田信玄が葛尾城攻略後善光寺平へ進出して12年間に亘り5たび甲越両軍が交戦を繰り返すことになって、これらの地域を転戦し、順次に「川の中の島々」を領土として奪取して行く過程で「川中島四郡」と呼称を変化させていったと推測される。従って川中島の概念は現在言われている地域よりは広く、南は上田から北は新潟県境あたりまでを含む両河川沿岸ということになる。しかし、両将一騎討ちの伝説を生んだ第4次の八幡原での激戦が最も有名となって「川中島の戦い」の戦場は次第に千曲川と犀川にはさまれた一帯に狭く限定されて語られるようになった。
川中島と周辺の地域は古来から交通の要衝だった。このため甲越合戦ばかりでなく地域周辺では戦乱と関わることが多かった。木曾義仲の旗揚げによって市原合戦（長野市若里市村付近）が源平合戦の前哨戦となった。これに対して平家方の城氏が大軍を率いて越後から進駐した。だが横田河原の戦い（長野市篠ノ井横田付近）で敗走し、これによって木曽勢は倶利伽羅峠での大勝の足がかりを得ることとなった。
鎌倉幕府崩壊後にも中先代の乱では北条氏の残党を擁した国人領主達が、建武政権から任命された守護と国司をそれぞれ船山守護所（千曲市小船山）と国衙（松本）を襲撃して青沼合戦を引き起こし、国衙襲撃の主部隊は国司を自害させた勢いに乗って鎌倉に攻め上って足利直義を一時的に追い出している。足利尊氏と直義兄弟間の内紛による観応の擾乱は信濃の国人領主達をも二分し、続いた南朝方と北朝方に分かれての争いが段の原（長野市篠ノ井段の原）や生仁城（千曲市生萱）、八幡河原（千曲市八幡）、磯部河原（千曲市戸倉磯部）、四ノ宮河原（長野市篠ノ井四ノ宮）、富部河原（長野市篠ノ井戸部）、清滝城（長野市松代清滝）、春山城（長野市若穂）など各所で続いていた。善光寺別当が関東管領に攻められて栗田城（長野市栗田）に迎え撃ってもいる。さらには強訴の国人領主鎮圧に守護が善光寺で軍勢を整えて横田城（長野市篠ノ井横田）へ押し出した大塔合戦は数に勝る大文字一揆勢に分断されて、大塔の古城（長野市篠ノ井大当）に逃げ込んだ味方を見殺しにして京都に逃げ帰った。守護家が後継を巡って内紛を引き起こして漆田原の戦い（長野市中御所長野駅付近）で、時の守護が討死してしまう事件も生じた。須坂の井上氏や中野の高梨氏等の領主達も幕府代官や守護、守護代の命に抵抗する抗争が野辺宮原（須坂市野辺付近）や石和田（長野市石渡付近）でも起きていて、守護代の立て篭もった善光寺横山城（長野市城山）が攻め落とされてしまうこともあった。
5回も繰り返されたと伝えられる甲越合戦の結果、当地は武田氏の支配下になったが、武田氏は織田軍に滅ぼされ、その織田氏も3ヶ月足らずで本能寺の変で倒れ、無主となった川中島には佐久方面から北条氏が侵攻し、これに対抗して上杉氏が南下して布陣（妻女山・塩崎）し徳川氏も触手を伸ばして北上するなどして天正壬午の乱の混乱に見舞われた。
また千曲市から長野市、須坂市にかけた千曲川沿いには坂上田村麻呂の伝承も多く、この周辺が東北遠征路の重要な地域であり古代からの軍事拠点だった可能性も伺われる。そして妻女山を含む長野市南部や千曲市から川中島平を見下ろす高台にある巨大な将軍塚古墳群は、それらを造成し得た財力と権力が、この地域から徐々に他を切り従えて行った軍事力の行使に拠っただろうことは想像に難くない。

## 鉄道唱歌
1900年（明治33年）10月15日に初版が刊行された『鉄道唱歌』（大和田建樹作詞）では、川中島は以下のように歌われている。なお、当時川中島駅は存在しなかったため、篠ノ井駅の隣は長野駅である。
27.屋代篠ノ井うちすぎて わたる千曲と犀川の 間の土地をむかしより 川中島と人はよぶ
28.ここに龍虎のたたかいを いどみし二人の英雄も おもえば今は夢のあと むせぶは水の声ばかり

## 註
1. ↑  『世界大百科事典 第2版』「奥郡」 平凡社2014年
2. ↑  『長野県史 通史編1 原始・古代』1989年